# 正俊寺
正俊寺（しょうしゅんじ）は、大阪府枚方市長尾宮前に所在する曹洞宗の仏教寺院。
十三重石塔が大阪府の有形文化財に登録されている。石塔には「嘉歴二年」（1327年）と刻まれ、鎌倉時代の作とされる。元は久貝家の領地だった讃良郡中野村（現四條畷市）の正法寺にあったものを移設したと伝わる。

## 歴史
慶安四年（1651年）久貝正世が父の久貝正俊を弔う為に菩提寺として創建。

## 境内
- 本堂 - 入母屋造　本瓦葺 元文ごろ（1736-1740年）[2]。
- 山門 - 一間薬医門 切妻造 本瓦葺 江戸時代後期（宝暦-明和ごろ）
- 観音堂 - 宝形造 棧瓦葺 明治時代[2]
- 石造十三重塔 嘉暦2年（1327年）[2]
- 石灯籠 - 鎌倉時代末期ごろ[2]

## 年間行事
| 1月1日～3日    | 初参り         |
| 1月5日         | 大般若祈祷法会 |
| 3月            | 春彼岸会       |
| 4月8日         | 花祭り         |
| 5月（第3日曜） | 春季法要       |

| 8月15日  | 送り火万燈供養 |
| 8月20日  | 御盆供養の法要 |
| 9月      | 秋彼岸会       |
| 11月3日  | 秋季法要       |
| 12月31日 | 除夜の鐘       |